# Hydrophis melanocephalus
Hydrophis melanocephalus ist eine Seeschlangenart aus der Gattung der Ruderschlangen (Hydrophis).

## Merkmale und Lebensweise
Die Schlangen der Art Hydrophis melanocephalus haben einen kleinen schwarzen Kopf, der manchmal gelbe Flecken aufweist. Der Schwanz ist für die Fortbewegung ruderförmig abgeplattet wie bei allen Ruderschlangen. Die Beschuppung ist im Grundton dorsal graugelblich und ventral gelblich bis weiß. Am Körper befinden sich 40 bis 55 schwarze Querbänder, die in etwa die gleiche Breite wie die hellen Bereiche aufweisen, jedoch auf der Ober- und Unterseite etwas breiter werden. Am Nacken befinden sich 23 bis 27 Schuppenreihen und 33 bis 41 am Körper sowie 289 bis 358 Ventralia (Bauchschuppen). Die Art wird manchmal mit dem Halbgebänderten Plattschwanz (Laticauda semifasciata) verwechselt.
Hydrophis melanocephalus ernährt sich hauptsächlich von Aalartigen. Die Schlangen sind wie für Seeschlangen typisch giftig und vivipar (lebendgebärend). Über die Lebensweise der Art ist wenig bekannt.

## Verbreitungsgebiet und Gefährdung
Die Art kommt an den Küsten Südchinas und Südvietnams sowie bei den Philippinen, Taiwan, Korea und den japanischen Ryūkyū-Inseln vor. Es gibt zudem Berichte, dass die Art vor Westaustralien und Neuguinea gesichtet wurde. Die IUCN hat aufgrund unzureichender Datengrundlage keine Einstufung der Art. Sie wird manchmal in Schleppnetzen als Beifang gefunden.

## Systematik

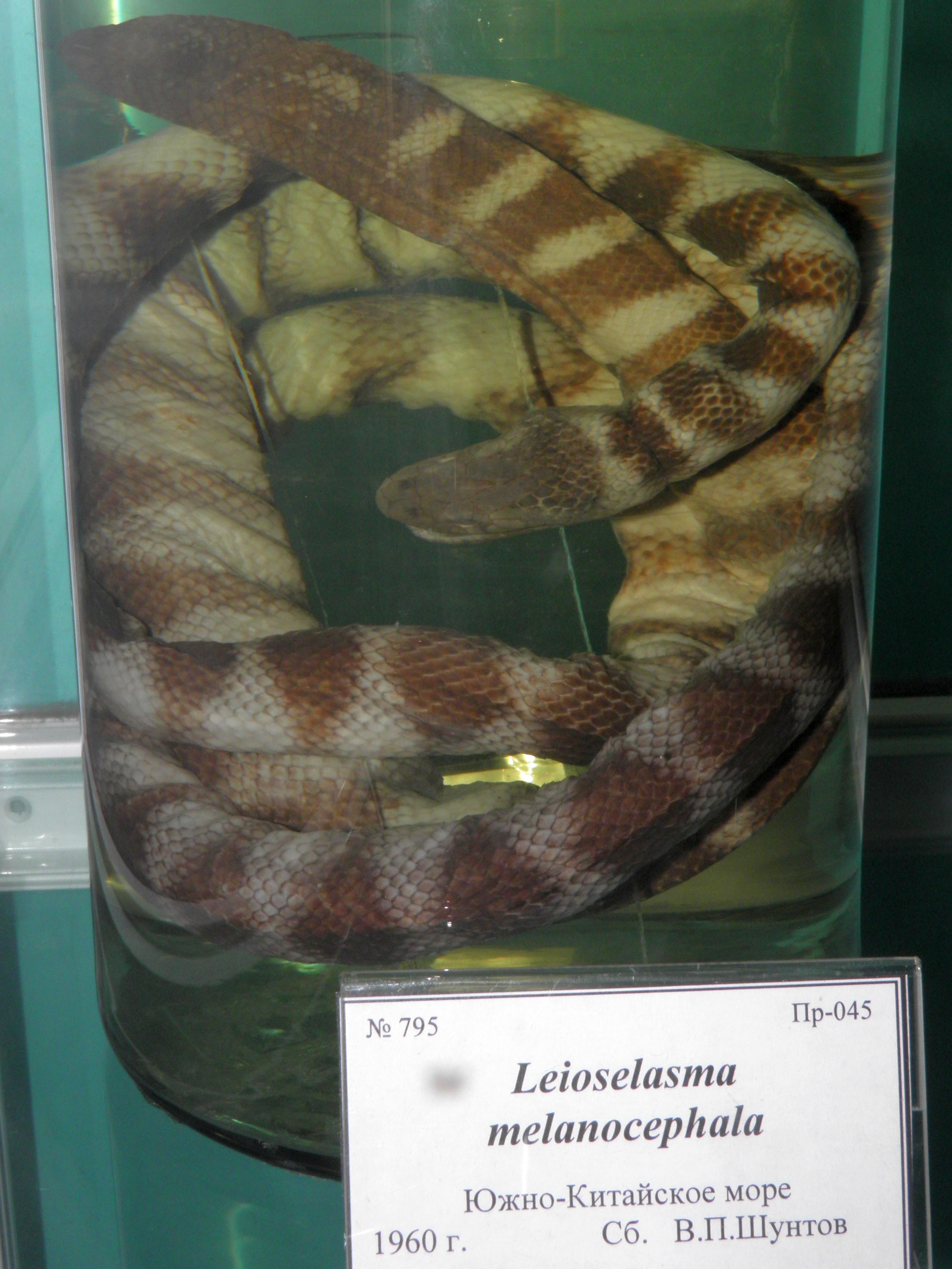
Konserviertes Exemplar von Leioselasma melanocephala

Die Art wurde 1849 von dem britischen Zoologen John E. Gray als Hydrophis spiralis melanocephalus erstbeschrieben. Es werden keine Unterarten unterschieden.
In der Literatur verwendete Synonyme sind zeitlich sortiert:
- Hydrophis spiralis melanocephalus Gray, 1849
- Hydrophis sublaevis var. Melanocephala Gray, 1849
- Hydrophis melanocephalus Boulenger, 1896
- Disteira orientalis Stejneger, 1901
- Microcephalophis melanocephalus Stejneger, 1898
- Disteira melanocephala Stejneger, 1907
- Leioselasma melanocephala Kharin, 1984
- Hydrophis melanocephalav Rasmussen et al., 2011